# Saint-Chrone de Néant
Pour les articles homonymes, voir Chrone (homonymie).
Albums de Offenbach
Offenbach Soap Opera
(1972) Bulldozer
(1973)
Singles
1. Dies Irae/Domine Jésu Christe (1973)
2. Memento/Requiem (1973)modifier

 (janvier 2013).
Si vous disposez d'ouvrages ou d'articles de référence ou si vous connaissez des sites web de qualité traitant du thème abordé ici, merci de compléter l'article en donnant les références utiles à sa vérifiabilité et en les liant à la section « Notes et références ».
Saint-Chrone de Néant est le premier album live du groupe rock québécois Offenbach, paru en 1973. Il a été enregistré à l'Oratoire Saint-Joseph du Mont Royal à Montréal, le 30 novembre 1972. L'album a été réédité en 2008, regroupant le contenu intégral de la première édition plus sept pièces inédites.

## Liste des chansons
| No | Titre                     | Durée |
| -- | ------------------------- | ----- |
| 1. | La Chaconne en sol majeur | 0:56  |
| 2. | Pax Vobiscum              | 11:09 |
| 3. | Kyrie                     | 5:20  |
| 4. | Requiem                   | 2:36  |
| 5. | Dies Irae                 | 4:48  |
| 6. | Domine Jesus Christe      | 5:33  |
| 7. | Cum Traderetur/Memento    | 7:41  |
| 8. | Rirolarma                 | 4:59  |

## Réédition de l'album avec 7 pièces inédites
- 1.Chacone en Sol majeur (Pierre-Yves Asselin)
- 2.Pax Vobiscum
- 3.Kyrie
- 4.Oremus - Prière (Yvon Hubert)
- 5.Finale d'Edgar
- 6.Dans la chaire - Sermon (Michel Garneau)
- 7.Requiem
- 8.Dies Irae
- 9.Fils de lumière - Évangile (Yvon Hubert)
- 10.Fils de lumière
- 11.Domine Jesus Christe
- 12.Cum Traderetur / Memento (Yvon Hubert)
- 13.La marche de Peanut
- 14.Rirolarma
- 15.Faut que j'me pousse

## Musiciens
- Gérald Gerry Boulet : Chant (3, 10, 11, 15), orgue, piano
- Pierre Harel : Chant (8, 10, 14), orgue
- Jean Johnny Gravel : Guitare, chœurs
- Michel Willy Lamothe : Basse, chant, chœurs
- Roger Wézo Belval : Batterie

- Personnel supplémentaire :
- Pierre-Yves Asselin : Grandes orgues
- Yvon Hubert : Célébrant, chant (12)
- Les Chanteurs de la Gamme d'Or : Chœurs
- Offenbach : Arrangements
- Yvan Provost : Directeur de la chorale des Chanteurs de la Gamme d'Or

## Production
- Réalisation : René Malo
- Prise de son : Pete Tessier, Nelson Vipond, Jacques Bournival, Yves Sénécal, Yvan Côté
- Mixage : Pete Tessier ; remastérisation : Guy Hébert, studio Karisma
- Transfert de bandes : Michel Landry, Guy Boulé
- Studio : Les studios Son Québec inc.
- Production : Musique ProgresSon Music Inc.
- Production originale : René Malo, Kébec Spec inc.
- Producteurs exécutifs : René Malo, Pierre Harel, Stephen Takacsy, Sean McFee
- Pochette et livret : Stephen Takacsy
- Conception et réalisation graphique : Stephen Takacsy, Beagle communications
- Pochette originale : Jacques Bourassa, Bourassa De Meester Associés
- Textes de présentation : René Malo, Pierre Harel, Stephen Takacsy, Sean McFee, Céline Laflamme, Glen Bourgeois
- Photos : Bernard Nobert, archives de La Presse, Pierre Harel, René Malo, Michel Landry, Marc Lambert